# 美馬アンナ
美馬 アンナ（みま アンナ、1987年7月9日 - ）は、日本の女優、タレント、歌手。神奈川県出身、アメリカ国籍。
旧芸名はサントス・アンナ（Santos Anna）。ラテンパーカッションバンドBON-BON BLANCOの元メンバー。
所属事務所はスペースクラフトプロデュース → フロム・ファーストプロダクション。
夫は千葉ロッテマリーンズの美馬学。

## 略歴
子役として芸能活動を始め、2002年からBON-BON BLANCOのメンバーとして活動。サントス以外はNansho Kids出身。堀越高等学校卒業後、AO入試で法政大学キャリアデザイン学部に進学。
2008年5月28日、ANNAとしてソロシングル「ラッキーチューン」を発売。BON-BON BLANCO活動休止後はタレント、女優としても活動。女性5人組音楽ユニット東京女子流のコーラスに参加。
2014年1月12日、プロ野球選手の美馬学と結婚。2019年10月11日に長男を出産する。
2023年6月18日にInstagramにて第2子妊娠を報告。8月22日、第2子となる長女を出産した。

## 人物
- 父親がフィリピン系アメリカ人で母親が日本人のハーフ。二重国籍だったが18歳になったときにアメリカ国籍を選択した。その後、ハワイが祖国であることが判明。日本育ちなので英語は話せない。
- 名前のアンナは、母親がファンだった宝塚女優安奈淳に由来。結婚後は美馬アンナとも名乗る[10]。

## 作品

### シングル
| # | リリース日    | タイトル         | 品番      | オリコン | 備考                                                  |
| - | ------------- | ---------------- | --------- | -------- | ----------------------------------------------------- |
| 1 | 2008年5月28日 | ラッキーチューン | GNCL-0032 | 63位     | TBS系アニメ「To LOVEる -とらぶる-」エンディングテーマ |
| 2 | 2008年8月27日 | kissの行方       | GNCL-0039 | 98位     | TBS系アニメ「To LOVEる -とらぶる-」エンディングテーマ |

### アルバム
| # | リリース日    | タイトル   | 品番      | オリコン |
| 1 | 2008年9月24日 | 恋のカタチ | GNCL-1179 | 241位    |

### 参加作品
| アーティスト | タイトル                                         | 収録作品                                                                          | リリース日     |
| ------------ | ------------------------------------------------ | --------------------------------------------------------------------------------- | -------------- |
| 東京女子流   | ヒマワリと星屑                                   | 4thシングル「ヒマワリと星屑/きっと 忘れない、、、」                               | 2010年10月6日  |
| 東京女子流   | きっと忘れない、、、                             | 4thシングル「ヒマワリと星屑/きっと 忘れない、、、」                               | 2010年10月6日  |
| 東京女子流   | 鼓動の秘密                                       | 6thシングル「鼓動の秘密/サヨナラ、ありがとう。」                                  | 2011年5月18日  |
| 東京女子流   | Limited addiction                                | 7thシングル「Limited addiction/We Will Win! -ココロのバトンでポ・ポンのポ〜ン☆-」 | 2011年8月24日  |
| 東京女子流   | We Will Win! -ココロのバトンでポ・ポンのポ〜ン☆- | 7thシングル「Limited addiction/We Will Win! -ココロのバトンでポ・ポンのポ〜ン☆-」 | 2011年8月24日  |
| 東京女子流   | Rock you!                                        | 9thシングル「Rock you!/おんなじキモチ -YMCK REMIX-」                              | 2012年3月7日   |
| 東京女子流   | Sparkle                                          | 2ndアルバム『Limited addiction』                                                  | 2012年3月14日  |
| 東京女子流   | Regret.                                          | 2ndアルバム『Limited addiction』                                                  | 2012年3月14日  |
| 東京女子流   | Don't Be Cruel                                   | 2ndアルバム『Limited addiction』                                                  | 2012年3月14日  |
| 東京女子流   | 追憶                                             | 10thシングル「追憶 -Single Version-/大切な言葉」                                  | 2012年5月23日  |
| 東京女子流   | 大切な言葉                                       | 10thシングル「追憶 -Single Version-/大切な言葉」                                  | 2012年5月23日  |
| 東京女子流   | Overnight Sensation 〜時代はあなたに委ねてる〜   | トリビュート・アルバム『TRFリスペクトアイドルトリビュート!!』                     | 2012年12月19日 |
| 東京女子流   | それでいいじゃん                                 | 3rdアルバム『約束』                                                               | 2012年3月14日  |
| 東京女子流   | 月とサヨウナラ                                   | 3rdアルバム『約束』                                                               | 2012年3月14日  |
| 東京女子流   | 幻                                               | 3rdアルバム『約束』                                                               | 2012年3月14日  |
| 東京女子流   | ふたりきり                                       | 3rdアルバム『約束』                                                               | 2012年3月14日  |
| 東京女子流   | 約束                                             | 3rdアルバム『約束』                                                               | 2012年3月14日  |

## 舞台
- アニー（2001年） - ダフィ役
- Love Musical（2009年） - 花園咲役
- 森は生きている（2009年）
- 上海バンスキング（2010年）
- コントンクラブ image3（2010年）
- ミュージカル「ピンクスパイダー」（2011年）
- 秦建日子プロデュース公演Vol.13「Pain」（2011年9月） - 依子役
- 全労済ホールスペース・ゼロ提携公演舞台 Office ENDLESS Produce vol.9 『Reincarnation』（2012年2月） - 夏侯淵妙才役
- ミュージカル「ドリームハイ」（2012年7月） - ピルスク役
- Endless SHOCK（2013年2月4日 - 3月31日帝国劇場、4月8日 - 30日博多座、9月9日 - 29日梅田芸術劇場） - リカ役 ＊ヒロイン

## ライブ
- Happy スペクラフライデー Next.6～ANNA’s Favorite Songs in 目黒食堂Club Zone～ （2005年7月15日、目黒食堂Club Zone）
- Happy スペクラフライデー Next11～ANNA’s Favorite Songs vol.2 in 目黒食堂 Club Zone～（2005年9月16日、目黒食堂Club Zone）
- Happy スペクラフライデー Female Voice Party Vol.6 （ゲスト出演）（2005年11月18日、目黒食堂Club Zone）
- Santos Anna 「X'mas Special LIVE 2005」 （2005年12月14日、六本木morph）

## 出演

### テレビ
- フジテレビ系「めざましテレビ」（BON-BON BLANCOとして半年間程出演）
- NHK「東京カワイイ!!」（2011年）  - 韓国コスメフリーク
- テレビ朝日系「秘湯ロマン」（2011年10月30日、2012年4月22日）
- 日本テレビ系「女神のマルシェ」（2012年3月） - MACCOLAの宣伝コーナー
- BSフジ「最新K-POPランキング gaon TV」（2012年3月 - 4月） - MCアシスタント
- TBS系「日立 世界・ふしぎ発見!」（2012年12月22日、） - ミステリーハンター
- 日本テレビ系「ダウンタウンのガキの使いやあらへんで!! 絶対に笑ってはいけない空港24時」（2012年） - 三浦理恵子の友達役
- 日本テレビ系人生が変わる1分間の深イイ話（2021年4月26日）

### ドラマ
- TBS系「ハンチョウ〜神南署安積班〜シリーズ3」（2010年） - 結衣役
- BeeTV「豆知識ッス」（2011年） - 先輩役
- TBS系「S -最後の警官-」（2014年） - 前島美香役
- テレビ東京 月曜プレミア8 今野敏サスペンス 憐情 「警視庁強行犯係・樋口顕」（2022年2月7日） - 米田舞子 役
- TBS系「インビジブル」第6話（2022年5月20日）

### ラジオ
- エフエム滋賀「 ラジオマガジン プレイランド・シガ」Santos Annaの、VIVA! Campus Life!（毎月第2週）
- MBSラジオ「ゴチャ・まぜっ!木曜日」（2006年10月 - 2008年4月）
- MBSラジオ「ゴチャ・まぜっ!火曜日」（2008年4月 - 10月）

### CM
- BANDAI「カンバッチグー」（1999年）
- 豆腐と湯葉のチェーンレストラン「梅の花」（2010年)
- 無料オンラインゲーム「マビノギ」（2011年）
- ABCマート「CLIMA COOL」（2011年）
- 日テレZIP「マツモトキヨシ」（2011年）
- NATURE REPUBLIC「MACCOLA」（2012年） - チャン・グンソクの恋人役
- バンドエイド「キズパワーパッド 水仕事用」（2016年）
- 一建設株式会社「いい人生にちょうどいい家を　夫婦篇」（2022年）
- 松竹梅酒造 昴（2025年4月21日 - 5月18日）[11] - 馬場徹と共演[12]